# Andromeda VIII
Andromeda VIII kurz auch And VIII ist eine spheroidale Zwerggalaxie (dSph) im Sternbild der Andromeda.
Die Galaxie ist etwa 2,7 Millionen Lichtjahre von unserem Sonnensystem entfernt.
Andromeda VIII ist Mitglied der Lokalen Gruppe und ist ein Satellit der Andromedagalaxie M31.

## Eigenschaften
Entdeckt im August des Jahres 2003, verharrte die Galaxie Andromeda VIII aufgrund ihrer stark diffusen Natur lange Zeit unentdeckt. Letztlich verriet die Rotverschiebung einiger Sterne im Vordergrund der Andromedagalaxie ihre Existenz, die sich deutlich von derjenigen von M31 unterschieden.
Die Zwerggalaxie enthält zwischen fünf bis zwölf Planetarische Nebel und ein bis drei Kugelsternhaufen, ebenso wie eine nicht vernachlässigbare Menge an neutralem Wasserstoffgas von etwa 4 × 105 Mʘ.
Aufgrund der großen Unterschiede der Radialgeschwindigkeit sowohl zu M31 wie auch M32 ist es nahezu unmöglich, dass And VIII physisch mit ihnen assoziiert ist, beweist eher dass es sich bei dieser Zwerggalaxie um eine eigenständige Galaxie mit niedriger Oberflächenhelligkeit handelt.
Die extreme Elongation der Zwerggalaxie rührt von den Gezeitenkräften her vermittelt durch die Andromedagalaxie, die den Zwerg zu zerreißen drohen. Die Gezeiten lassen sogar eine deutliche Anzahl Sterne von Andromeda VIII bereits entfliehen und bilden entlang des Orbits einen Sternstrom.
Bis zumindest 2006 war der tatsächliche Status von And VIII als Galaxie ungesichert (Merrett et al. 2006).

## Weiteres
- Liste der Satellitengalaxien von Andromeda
- Andromedagalaxie